# Jessore (zila)
Jessore (en bengalí: যশোর) es un zila o distrito de Bangladés que forma parte de la división de Khulna.
Comprende 8 upazilas en una superficie territorial de 2.949 km² : Abhaynagar, Bagherpara, Chowgacha, Jessore, Jhikargacha, Keshobpur, Monirampur, y Sharsha.
La capital es la ciudad de Jessore.

## Upazilas con población en marzo de 2011[2]
- Abhaynagar 262,434
- Bagherpara 216,897
- Chaugachha 231,370
- Jessore Sadar 742,898
- Jhikargacha 298,908
- Keshabpur 253,291
- Manirampur 417,421
- Sharsha 341,328

## Demografía
Según estimación 2010 contaba con una población total de 2.924.299 habitantes.